# Averrhoa dolichocarpa
Averrhoa dolichocarpa är en harsyreväxtart som beskrevs av Rugayah & Sunarti. Averrhoa dolichocarpa ingår i släktet Averrhoa och familjen harsyreväxter. Inga underarter finns listade i Catalogue of Life.